# The Best of DMX
The Best of DMX ist ein Greatest-Hits-Album des US-amerikanischen Rappers DMX. Es erschien am 26. Januar 2010 über die Labels Ruff Ryders Entertainment und Def Jam Recordings.

## Inhalt
Die für das Album ausgewählten Lieder stammen von den ersten fünf Studioalben des Rappers. So sind mit je fünf Songs die meisten Stücke vom Debütalbum It’s Dark and Hell Is Hot und vom dritten Album … And Then There Was X enthalten. Vier Titel wurden dem fünften Album Grand Champ entnommen, während je zwei Tracks vom zweiten Album Flesh of My Flesh, Blood of My Blood und vierten Album The Great Depression stammen. Zudem ist ein Lied vom Soundtrack zum Film Belly enthalten. Die Download-Version des Best-Ofs beinhaltet zusätzlich zwei Songs vom Album Flesh of My Flesh, Blood of My Blood.

## Produktion
Fünf Lieder des Albums sowie die beiden Bonussongs wurden von dem Musikproduzent Swizz Beatz produziert, während Dame Grease, PK, Black Key und DJ Shok jeweils zwei Beats beisteuerten. Irv Gotti war ebenfalls an zwei Produktionen beteiligt, und je ein Instrumental stammt von Tuneheadz, Nokio, Self Service, Shatek, Self Service sowie Lil’ Rob.

## Covergestaltung
Das Albumcover ist in Schwarz-weiß gehalten und zeigt DMX’ Gesicht. Er hat den Mund aufgerissen und sieht den Betrachter aggressiv an. Links im Bild befinden sich die weißen Schriftzüge The Best of und DMX.

## Gastbeiträge
Auf drei bzw. fünf Liedern des Albums sind neben DMX andere Künstler vertreten. So hat der Rapper Sheek Louch einen Gastauftritt im Song Get at Me Dog, während auf What These Bitches Want der Sänger Sisqó zu hören ist. Der Track Grand Finale ist eine Kollaboration mit den Rappern Method Man, Nas, Ja Rule. Außerdem wird DMX auf dem Bonussongs No Love for Me von dem Rapper Drag-On und Swizz Beatz unterstützt, während er auf dem anderen Bonustitel Blackout mit der Rapgruppe The LOX und dem Rapper Jay-Z zusammenarbeitet.

## Titelliste
| #  | Titel                   | Gastmusiker              | Produzent               | Länge | Album                                                         |
| -- | ----------------------- | ------------------------ | ----------------------- | ----- | ------------------------------------------------------------- |
| 1  | Where the Hood At       |                          | Tuneheadz               | 4:48  | Grand Champ                                                   |
| 2  | It’s All Good           |                          | Swizz Beatz             | 4:20  | Flesh of My Flesh, Blood of My Blood                          |
| 3  | What These Bitches Want | Sisqó                    | Nokio                   | 4:15  | … And Then There Was X                                        |
| 4  | Get at Me Dog           | Sheek Louch              | Dame Grease             | 3:07  | It’s Dark and Hell Is Hot                                     |
| 5  | Ruff Ryders’ Anthem     |                          | Swizz Beatz             | 3:32  | It’s Dark and Hell Is Hot                                     |
| 6  | What’s My Name?         |                          | Self Service, Irv Gotti | 3:54  | … And Then There Was X                                        |
| 7  | Party Up (Up in Here)   |                          | Swizz Beatz             | 4:43  | … And Then There Was X                                        |
| 8  | X Gon’ Give It to Ya    |                          | Shatek                  | 3:39  | Grand Champ (International Version) / Born 2 Die (Soundtrack) |
| 9  | We Right Here           |                          | Black Key               | 4:31  | The Great Depression                                          |
| 10 | How’s It Goin’ Down     |                          | PK                      | 4:05  | It’s Dark and Hell Is Hot                                     |
| 11 | The Rain                |                          | DJ Scratch              | 3:30  | Grand Champ                                                   |
| 12 | One More Road to Cross  |                          | Swizz Beatz             | 4:20  | … And Then There Was X                                        |
| 13 | Slippin’                |                          | DJ Shok                 | 5:06  | Flesh of My Flesh, Blood of My Blood                          |
| 14 | Get It on the Floor     |                          | Swizz Beatz             | 4:24  | Grand Champ                                                   |
| 15 | Here We Go Again        |                          | DJ Shok                 | 3:55  | … And Then There Was X                                        |
| 16 | Damien                  |                          | Dame Grease             | 3:43  | It’s Dark and Hell Is Hot                                     |
| 17 | Stop Being Greedy       |                          | PK                      | 3:38  | It’s Dark and Hell Is Hot                                     |
| 18 | Who We Be               |                          | Black Key               | 4:50  | The Great Depression                                          |
| 19 | Grand Finale            | Method Man, Nas, Ja Rule | Irv Gotti, Lil’ Rob     | 4:38  | Belly (Soundtrack)                                            |

Bonussongs der Download-Version
| #  | Titel          | Gastmusiker          | Produzent   | Länge | Album                                |
| -- | -------------- | -------------------- | ----------- | ----- | ------------------------------------ |
| 20 | No Love for Me | Swizz Beatz, Drag-On | Swizz Beatz | 4:01  | Flesh of My Flesh, Blood of My Blood |
| 21 | Blackout       | Jay-Z, The LOX       | Swizz Beatz | 4:55  | Flesh of My Flesh, Blood of My Blood |

## Chartplatzierungen und Auszeichnungen
| Professionelle Bewertungen | Professionelle Bewertungen |
| -------------------------- | -------------------------- |
| Kritiken                   |                            |
| Quelle                     | Bewertung                  |
| allmusic                   | [ 3 ]                      |

The Best of DMX stieg erst am 5. März 2016 auf Platz 109 in die US-amerikanischen Charts ein und erreichte nach dem Tod von DMX im April 2021 mit Rang zwei seine Höchstplatzierung. Ebenso stieg das Album im April 2021 auf Position 12 in die britischen Charts und Platz 40 in der Schweiz ein. In Deutschland verpasste der Tonträger dagegen die Top 100.
2022 erhielt The Best of DMX für mehr als 100.000 Verkäufe im Vereinigten Königreich eine Goldene Schallplatte.